# 多田礼吉
多田 礼吉（ただ れいきち、1883年9月3日 - 1956年5月13日）は、日本の陸軍軍人、工学者。最終階級は陸軍中将。工学博士。

## 経歴
静岡県出身。鈴木与兵衛の二男として生まれ、多田鶴吉の養子となる。1903年（明治36年）11月、陸軍士官学校（15期）を卒業。翌年2月、砲兵少尉に任官し由良要塞砲兵連隊付となる。陸軍要塞砲兵射撃学校教官などを経て、1909年（明治42年）11月、陸軍砲工学校高等科（15期）を卒業した。
1910年（明治43年）9月、陸軍派遣学生として東京帝国大学に入学。1913年（大正2年）7月、同理学部物理学科を卒業した。1919年（大正8年）4月、砲兵少佐に昇進。同年12月、陸軍科学研究所員となり、1920年（大正9年）10月から1923年（大正12年）2月までヨーロッパに留学した。
留学中の1922年（大正11年）12月、陸軍技術本部員に発令され、1923年（大正12年）8月、砲兵中佐に進級。1926年（大正15年）7月、砲兵大佐に昇進し、同年11月、工学博士号を取得した。
1930年（昭和5年）3月から10月まで欧州に出張。1932年（昭和7年）4月、陸軍少将に進級し科学研究所第1部長に就任。1934年（昭和9年）8月、陸軍省兵器局長に転じ、1936年（昭和11年）3月、陸軍中将に進んだ。同年8月、陸軍科学研究所長に就任。1939年（昭和14年）3月、陸軍技術本部長となる。1940年（昭和15年）12月、待命となり、1941年（昭和16年）1月、予備役に編入された。1945年（昭和20年）5月から9月まで内閣技術院総裁を務めた。
戦後、公職追放となり、1952年（昭和27年）2月に解除された。

## 栄典
位階
- 1904年（明治37年）5月17日 - 正八位[1]
- 1905年（明治38年）8月18日 - 従七位[2]
- 1910年（明治43年）9月30日 - 正七位[3]
- 1915年（大正4年）10月30日 - 従六位[4]
- 1920年（大正9年）11月30日 - 正六位[5]
- 1931年（昭和6年）2月2日 - 正五位[6]
- 1936年（昭和11年）3月2日 - 従四位[7]

勲章等
- 1940年（昭和15年）8月15日 - 紀元二千六百年祝典記念章[8]

## 著作
著書
- 『将来戦と科学新兵器』新東亜協会、1942年。
- 『南方科学紀行』科学主義工業社、1943年。

編著
- 『国防技術』白揚社、1942年。

## 親族
- 娘婿 明石正水（陸軍大佐）